# Саґар (острів)
Саґар (англ. Sagar або Gangasagar, бенг. গঙ্গাসাগর) — острів у Бенгальській затоці, приблизно за 150 км від Колкати.